# Аспарагусовая кислота
Спаржевая (аспарагусовая) кислота — серосодержащее органическое вещество из класса карбоновых кислот, содержащее 1,2-дитиолановый фрагмент. Обнаружено в природе в спарже обыкновенной. Предполагается, что сильный запах у мочи, появляющийся после поедания спаржи, вызван серосодержащими соединениями, образующимися в результате метаболизма данной кислоты.

## Получение в лаборатории
Спаржевую кислоту получают из производного диэтилмалоната (малонового эфира) — диэтил-2,2-бис(гидроксиметил)малоната, который вначале обрабатывают концентрированной иодоводородной кислотой, что приводит к гидролизу обеих его сложноэфирных групп и декарбоксилированию одной из образующихся карбокси-групп, а также замещению гидроксильных групп на атомы иода. Полученный дииодид обрабатывают тиокарбонатом натрия с дальнейшим подкислением, в результате чего образуется дитиол, который на заключительной стадии окисляют горячим диметилсульфоксидом.